# Кутепов, Фёдор Иванович
Фёдор Иванович Кутепов (1887 — 20 сентября 1937) —  железнодорожник, эсер, член Всероссийского учредительного собрания.

## Биография
Родился в крестьянской семье в селе Крестище Тимского уезда Курской губернии. 
Выпускник реального училища[какого?]. Работал железнодорожником. Член партии эсеров с 1904 года. В 1904 году, как член партии эсеров, вёл пропаганду и участвовал в забастовках в Перовске Сыр-Дарьинской области. В 1905-1908 годах работал в организации эсеров  в Курске и Курской губернии и занимался революционной пропагандой и организацией крестьянских союзов. В начале 1908 года арестован, содержался в разных тюрьмах Курской губернии, в 1909 году в Курске осуждён Временным Военным судом по 2 части 102 статьи Уголовного уложения к ссылке на поселение. В 1909 году сослан на поселение в деревню Тархово Енисейской губернии. В 1911 году арестован в Тархове за эсеровскую деятельность, сослан в Туруханский край. В 1913-1917 годах был членом Красноярского комитета партии социалистов-революционеров. Вернулся из ссылки в 1917 году. Председатель Тимской уездной земской управы и Тимского уездного Совета. 
В конце 1917 года был избран во Всероссийское учредительное собрание в Курском избирательном округе  по списку № 1 (эсеры). Участвовал в заседании Учредительного собрания 5 января 1918 года.
В сентябре 1920 года был арестован Курской губернской ЧК вместе с другими  правыми эсерами: А. М. Власовым, И. М. Неймарком, М. А. Пискуновым и П. Ф. Щекиным.
Позднее входил в Общество политкаторжан и ссыльнопоселенцев, членский билет номер 1223. В 1929 году значился как "беспартийный". К 1934 году выбыл из общества поликаторжан.  Примерно в это время снова арестован, отправлен в ссылку в Восточно-Казахстанскую область. 6 ноября 1936 года арестован в ссылке. Перед арестом работал ответственным исполнителем в конторе Олкоопсырье. 20 сентября 1937 года  тройкой УНКВД приговорён к ВМН (расстрелу). 30 апреля 1958 года реабилитирован Верховным Судом СССР за отсутствием состава преступления.

## Семья
- Жена — ?
  - Дети — ?